# Matt Frevola
Matthew Kenneth Frevola (Huntington, Nueva York, Estados Unidos, 11 de junio de 1990) es un artista marcial mixto estadounidense que compite en la división de peso ligero de Ultimate Fighting Championship.

## Primeros años
Nacido y criado en Long Island, Nueva York, empezó a competir en deportes desde muy joven; jugó al fútbol americano, al lacrosse, a la lucha libre y al béisbol. Asistió a la Escuela Secundaria Harborfields, donde empezó a practicar la lucha libre y también se inició en el jiu-jitsu brasileño durante el instituto. Después asistió al programa del Cuerpo de Entrenamiento de Oficiales de la Reserva de la Universidad de Tampa. Es teniente de la Reserva del Ejército de los Estados Unidos.

## Carrera en las artes marciales mixtas

### Inicios
Compiló un récord amateur invicto de 8-0 desde 2011 hasta 2014, cuando hizo su debut profesional. Ganando sus primeros cinco combates profesionales, fue seleccionado para competir en el Dana White's Contender Series 8 el 29 de agosto de 2017. Derrotó a José Flores por sumisión en el segundo asalto.

### Ultimate Fighting Championship
Debutó en la UFC contra Polo Reyes el 14 de enero de 2018 en UFC Fight Night: Stephens vs. Choi. Perdió el combate por KO en el primer asalto.
Se enfrentó a Lando Vannata el 3 de noviembre de 2018 en UFC 230. El combate terminó en un empate mayoritario.
Se enfrentó a Jalin Turner el 13 de abril de 2019 en UFC 236. Ganó el combate por decisión unánime.
Se enfrentó a Luis Peña el 12 de octubre de 2019 en UFC Fight Night: Joanna vs. Waterson. Ganó el combate por decisión dividida.
Se esperaba que se enfrentara a Roosevelt Roberts el 25 de abril de 2020. Sin embargo, el 9 de abril, Dana White, el presidente de la UFC anunció que este evento se posponía para una fecha futura. En su lugar, iba a enfrentarse a Frank Camacho el 20 de junio de 2020 en UFC on ESPN: Blaydes vs. Volkov, sin embargo, el 18 de junio, se reveló que fue retirado del combate después de que uno de sus esquineros diera positivo por COVID-19.
Se esperaba que se enfrentara a Roosevelt Roberts el 12 de septiembre de 2020 en UFC Fight Night: Waterson vs. Hill. El 11 de septiembre de 2020, se retiró del combate contra Roberts, alegando una lesión. Fue sustituido por Kevin Croom.
Se esperaba que se enfrentara a Ottman Azaitar el 24 de enero de 2021 en el UFC 257. Sin embargo, el día del pesaje se anunció que Azaitar fue retirado del combate después de que se determinara que había violado los protocolos de salud y seguridad de COVID-19. A su vez, Azaitar fue retirado de la zona de seguridad designada por la UFC en la isla de Yas y liberado de la promoción. Como resultado, la promoción negoció un enfrentamiento entre Frevola y Arman Tsarukyan (cuyo oponente original también había sido eliminado de la cartelera) para mantener a ambos luchadores en la cartelera. Posteriormente, Tsarukyan perdió el 20% de su bolsa por no haber dado el peso, que fue a parar a Frevola. Perdió el combate por decisión unánime.
Se esperaba que se enfrentara a Frank Camacho el 12 de junio de 2021 en UFC 263. Sin embargo, Camacho se retiró del combate durante la semana previa al evento después de estar involucrado en un accidente de tráfico en el Condado de Orange, California, que lo dejó con lesiones que no ponen en peligro su vida en la espalda y el cuello. Se enfrentó a Terrance McKinney en su lugar. Perdió el combate por KO en el primer asalto.
Se enfrentó a Genaro Valdez el 22 de enero de 2022 en UFC 270. Ganó el combate por TKO en el primer asalto.
Se enfrentó a Ottman Azaitar el 12 de noviembre de 2022 en UFC 281. Ganó el combate por KO en el primer asalto.

## Vida personal
Se graduó en la Universidad de Tampa con una licenciatura en Criminología. Es miembro de la Reserva del Ejército de los Estados Unidos como oficial de ingeniería.
Nativo de Nueva York, es aficionado al equipo de béisbol New York Mets.

## Récord en artes marciales mixtas
| Resultado | Récord | Oponente           | Método                                     | Evento                                   | Fecha                    | Ronda | Tiempo | Localización           | Notas                                                                |
| --------- | ------ | ------------------ | ------------------------------------------ | ---------------------------------------- | ------------------------ | ----- | ------ | ---------------------- | -------------------------------------------------------------------- |
| Derrota   | 11-5-1 | Farès Ziam         | KO (rodilla a la cabeza)                   | UFC Fight Night: Moicano vs. Saint Denis | 29 de septiembre de 2024 | 3     | 2:59   | Paris                  |                                                                      |
| Derrota   | 11-4-1 | Benoît Saint Denis | TKO (patada a la cabeza)                   | UFC 295                                  | 11 de noviembre de 2023  | 1     | 1:31   | Newark, Nueva York     |                                                                      |
| Victoria  | 11-3-1 | Drew Dober         | TKO (puñetazos)                            | UFC 281                                  | 6 de mayo de 2023        | 1     | 4:08   | Newark, Nueva Jersey   |                                                                      |
| Victoria  | 10-3-1 | Ottman Azaitar     | KO (puñetazo)                              | UFC 281                                  | 12 de noviembre de 2022  | 1     | 2:30   | Nueva York             |                                                                      |
| Victoria  | 9-3-1  | Genaro Valdez      | TKO (puñetazos)                            | UFC 270                                  | 22 de enero de 2022      | 1     | 3:15   | Anaheim, California    |                                                                      |
| Derrota   | 8-3-1  | Terrance McKinney  | KO (puñetazos)                             | UFC 263                                  | 12 de junio de 2021      | 1     | 0:07   | Glendale, Arizona      |                                                                      |
| Derrota   | 8-2-1  | Arman Tsarukyan    | Decisión (unánime)                         | UFC 257                                  | 24 de enero de 2021      | 3     | 5:00   | Abu Dhabi              | Combate de peso acordado (157 libras); Tsarukyan no alcanzó el peso. |
| Victoria  | 8-1-1  | Luis Peña          | Decisión (dividida)                        | UFC Fight Night: Joanna vs. Waterson     | 12 de octubre de 2019    | 3     | 5:00   | Tampa, Florida         |                                                                      |
| Victoria  | 7-1-1  | Jalin Turner       | Decisión (unánime)                         | UFC 236                                  | 13 de abril de 2019      | 3     | 5:00   | Atlanta, Georgia       |                                                                      |
| Empate    | 6-1-1  | Lando Vannata      | Empate (mayoritario)                       | UFC 230                                  | 3 de noviembre de 2018   | 3     | 5:00   | Nueva York             |                                                                      |
| Derrota   | 6-1    | Marco Polo Reyes   | KO (puñetazos)                             | UFC Fight Night: Stephens vs. Choi       | 14 de enero de 2018      | 1     | 1:00   | San Luis, Misuri       |                                                                      |
| Victoria  | 6-0    | Jose Flores        | Sumisión (estrangulamiento del brazo)      | Dana White's Contender Series 8          | 29 de agosto de 2017     | 2     | 3:32   | Las Vegas, Nevada      |                                                                      |
| Victoria  | 5-0    | Raush Manfio       | Decisión (unánime)                         | Titan FC 43                              | 21 de enero de 2017      | 3     | 5:00   | Coral Gables, Florida  |                                                                      |
| Victoria  | 4-0    | Trent McDade       | Sumisión (estrangulamiento por guillotina) | RFC 37: No Mercy                         | 22 de julio de 2016      | 1     | 0:55   | Tampa, Florida         |                                                                      |
| Victoria  | 3-0    | Emmanuel Ramirez   | Decisión (unánime)                         | Absolute Fighting Championship 25        | 1 de abril de 2016       | 3     | 5:00   | Coconut Creek, Florida | Combate de peso acordado (163 libras); Frevola no alcanzó el peso.   |
| Victoria  | 2-0    | Mike D'Angelo      | KO (puñetazo)                              | RFC 35: Showdown                         | 13 de noviembre de 2015  | 1     | 2:46   | Tampa, Florida         |                                                                      |
| Victoria  | 1-0    | Josh Zuckerman     | Sumisión (estrangulamiento del brazo)      | WSOF 15                                  | 15 de noviembre de 2014  | 1     | 2:50   | Tampa, Florida         |                                                                      |